# 池珍碩
池珍碩（지진석；1998年8月18日—），是一名韓國抒情歌手，所屬經紀公司為Black Y Music。MBC選秀節目Under NineteenVocal組參賽選手。
2019年6月3日以單曲"Good Night"正式出道。

## 經歷

### Under Nineteen
參加MBC的選秀節目Under Nineteen，在節目第一次評價時，演唱Crush的Sofa被導師選為Vocal組第一名。在導師合作舞台前，因為健康問題不能唱歌而退賽。

### 個人活動
2019年6月3日正式以抒情歌手的身分出道。 

## 音樂作品

### 單曲
| 發行日期       | 類型 | 歌曲名稱                                  |
| 2019年6月3日   | 抒情 | Good Night                                |
| 2019年9月25日  | 抒情 | My Dear                                   |
| 2019年10月9日  | 抒情 | 아니라고 말해줄래(Tell me, it's not true) |
| 2019年10月9日  | 抒情 | 나의 별 (My Star)                         |
| 2019年11月28日 | 抒情 | 괜찮은 척 (Pretend You're All Right)      |
| 2020年6月3日   | 抒情 | Good Morning                              |

### 迷你專輯
| 專輯 | 發行日期     | 專輯名稱    | 曲目                                                   |
| 1st  | 2020年4月1日 | Half & Half | 1. Here 2. Just 3. Clue 4. IMpossible (feat. YISAEBOM) |